# Воєнні злочини Німецької Імперії та Третього Рейху

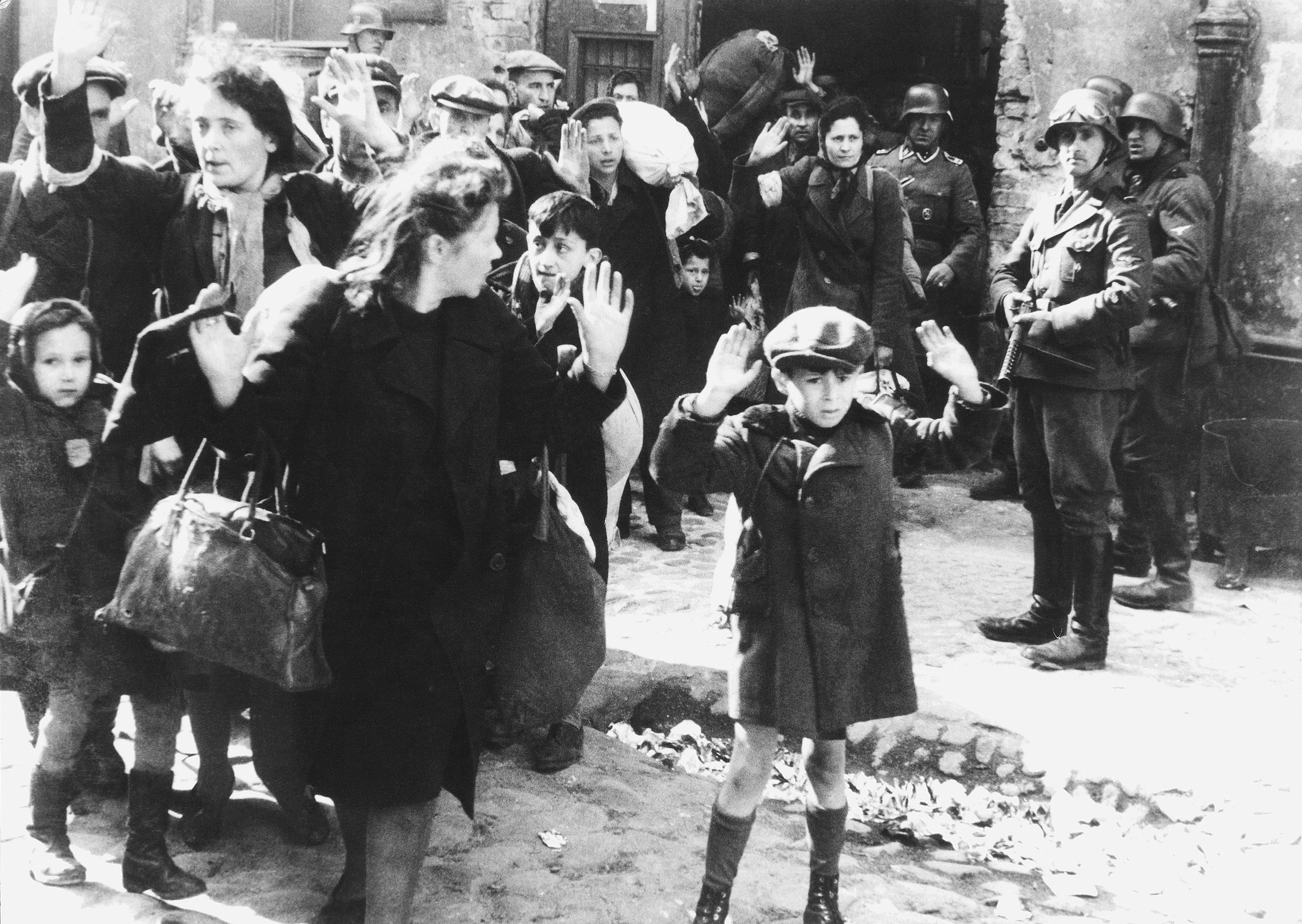
Єврейських жінок і дітей виводять з бункера підрозділи шуцштаффеля (СС) під час повстання у Варшавському гетто для депортації до таборів знищення Майданек або Треблінка (1943 рік)

Уряди Німецької імперії та нацистської Німеччини (під керівництвом Адольфа Гітлера) наказали, організували та потурали значній кількості воєнних злочинів, спочатку під час геноциду гереро та намаква, а потім під час Першої та Другої світових воєн. Найвідомішим з них є Голокост, під час якого мільйони європейських євреїв, поляків і ромів систематично піддавалися знущанням, депортації та вбивствам. Мільйони цивільних осіб і військовополонених також загинули внаслідок зловживань, жорстокого поводження і навмисної політики голоду з боку Німеччини в цих двох конфліктах. Значна частина доказів була навмисно знищена злочинцями, як, наприклад, у Зондерракті 1005, щоб приховати свої злочини.

## До початку Першої світової війни
Геноцид народів гереро та намаква, який вважається першим геноцидом 20-го століття, був здійснений Німецькою імперією між 1904 та 1907 роками в Німецькій Південно-Західній Африці (сучасна Намібія) під час «Битви за Африку». 12 січня 1904 року народ хереро на чолі з Самуелем Махареро підняв повстання проти німецького колоніалізму. У серпні генерал Імперської німецької армії Лотар фон Трота розгромив хереро у битві при Ватерберзі і вигнав їх у пустелю Омахеке, де більшість з них померли від спраги. У жовтні народ нама також повстав проти німців, але їх спіткала подібна доля.
Загалом загинуло від 24 000 до 100 000 гереро і 10 000 нама. Геноцид характеризувався масовою смертністю від голоду та спраги, оскільки хереро, які тікали від насильства, не могли повернутися з пустелі Наміб. Деякі джерела також стверджують, що німецька колоніальна армія систематично отруювала колодязі в пустелі.

## Перша світова війна

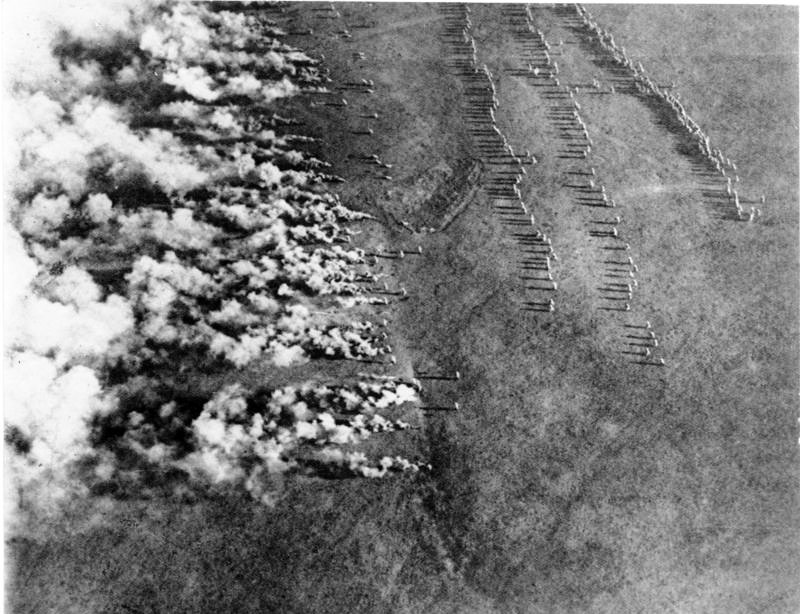
Аерофотографія німецької газової атаки на Східному фронті Першої світової війни. Смертельний отруйний газ був вперше застосований Німеччиною, а згодом — іншими основними воюючими сторонами в порушення IV Гаазької конвенції 1907

Документація про німецькі військові злочини у Першій світовій війні була захоплена і знищена нацистською Німеччиною під час Другої світової війни, після окупації Франції, разом з пам'ятниками, що вшановували їхні жертви.

### Хімічна зброя під час війни
Отруйні гази вперше були застосовані як зброя Імперською Німеччиною, а згодом використовувалися всіма основними воюючими сторонами в порушення Гаазької декларації про задушливі гази 1899 року і Гаазької конвенції про сухопутну війну 1907 року, які прямо забороняють використання «отрути або отруєної зброї» у війні.

### Бельгія

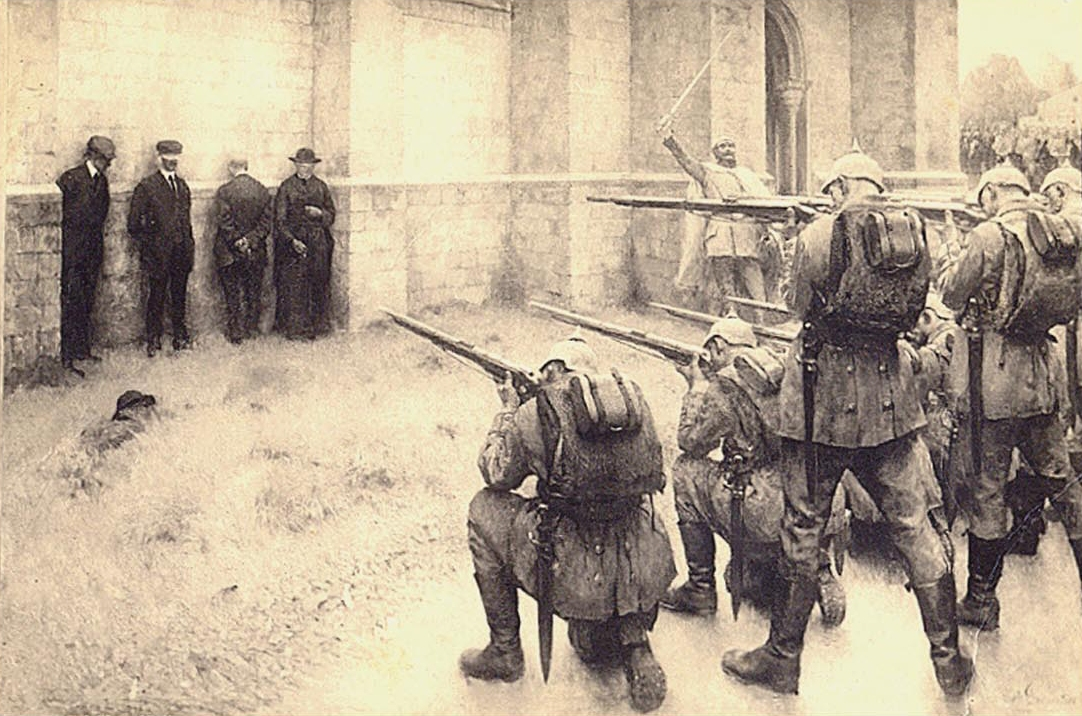
Зображення розстрілу цивільного населення в Блеґні роботи Еваріста Карпентьє

У серпні 1914 року в рамках плану Шліффена німецька армія вторглася і окупувала нейтральну Бельгію без явного попередження, чим порушила договір 1839 року, який німецький канцлер відкинув як «клаптик паперу», і Гаазьку конвенцію 1907 року про відкриття воєнних дій. Протягом перших двох місяців війни німецькі окупанти тероризували бельгійців, вбиваючи тисячі мирних жителів, грабуючи і спалюючи десятки міст, у тому числі Льовен, де знаходився провідний університет країни, головним чином у відповідь на бельгійську партизанську війну (див. франки-тіреури). Ці дії порушували положення Гаазької конвенції 1907 року про сухопутну війну, яка забороняла колективне покарання цивільного населення, а також мародерство і знищення цивільного майна на окупованих територіях.

### Бомбардування англійських прибережних міст
Рейд на Скарборо, Гартлпул і Вітбі, що відбувся 16 грудня 1914 року, — це напад Імперського німецького флоту на британські портові міста Скарборо, Хартлпул, Західний Хартлпул і Вітбі. Атака призвела до 137 загиблих і 592 поранених. Наліт був порушенням дев'ятого розділу Гаазької конвенції 1907 року, яка забороняла морські бомбардування незахищених міст без попередження, оскільки лише Хартлпул був захищений береговими батареями. Німеччина підписала Гаазьку конвенцію 1907 року. Ще одна атака відбулася 26 квітня 1916 року на прибережні міста Ярмут і Лоустофт, але обидва були важливими військово-морськими базами і захищалися береговими батареями.

### Необмежена підводна війна
Необмежена підводна війна була запроваджена у 1915 році у відповідь на британську морську блокаду Німеччини. Правила, які були кодифіковані в Гаазькій конвенції 1907 року — наприклад, ті, що вимагали від торгових рейдерів попереджати свої цілі і давати час екіпажу піднятися на борт рятувальних шлюпок, — були проігноровані, і комерційні судна топили незалежно від національності, вантажу або пункту призначення. Після потоплення RMS «Лузитанія» 7 травня 1915 року і подальшого громадського резонансу в різних нейтральних країнах, включаючи Сполучені Штати, ця практика була скасована. Однак Німеччина відновила цю практику 1 лютого 1917 року і оголосила, що всі торгові судна, незалежно від національності, будуть потоплені без попередження. Це обурило американську громадськість, спонукало США розірвати дипломатичні відносини з Німеччиною через два дні і, разом з телеграмою Цімермана, призвело до вступу США у війну через два місяці на боці союзних держав.

## Друга світова війна
Хронологічно першим німецьким злочином під час Другої світової війни, а також найпершим актом війни було бомбардування Велюна, міста, де не було жодних об'єктів, що мали військову цінність.
Водночас, Голокост європейських євреїв, винищення мільйонів поляків, убивство інвалідів «Акція Т4» та «Порайми» ромів є найвідомішими воєнними злочинами, скоєними нацистською Німеччиною під час Другої світової війни. Не всі злочини, скоєні під час Голокосту та подібних масових звірств, були воєнними злочинами. Телфорд Тейлор (американський прокурор у справі німецького верховного командування на Нюрнберзькому процесі та головний адвокат на дванадцяти процесах у Нюрнберзькому військовому трибуналі США) пояснив це у 1982 році:
 
що стосується воєнних дій проти ворожих громадян, то Конвенція про геноцид [1948] практично нічого не додала до того, що вже охоплювалося (і було з Гаазької конвенції 1899 року) міжнародно прийнятими законами сухопутної війни, які вимагати від окупаційної влади поважати «сімейні честі та права, індивідуальне життя та приватну власність, а також релігійні переконання та свободу» громадян ворога. Але закони війни не охоплюють дії уряду проти власних громадян під час війни чи миру (наприклад, переслідування німецьких євреїв з боку нацистської Німеччини). А на Нюрнберзьких процесах у справах про військові злочини трибунали відхилили кілька спроб обвинувачення віднести такі «внутрішні» звірства до сфери дії міжнародного права як «злочини проти людства».— Телфорд Тейлор

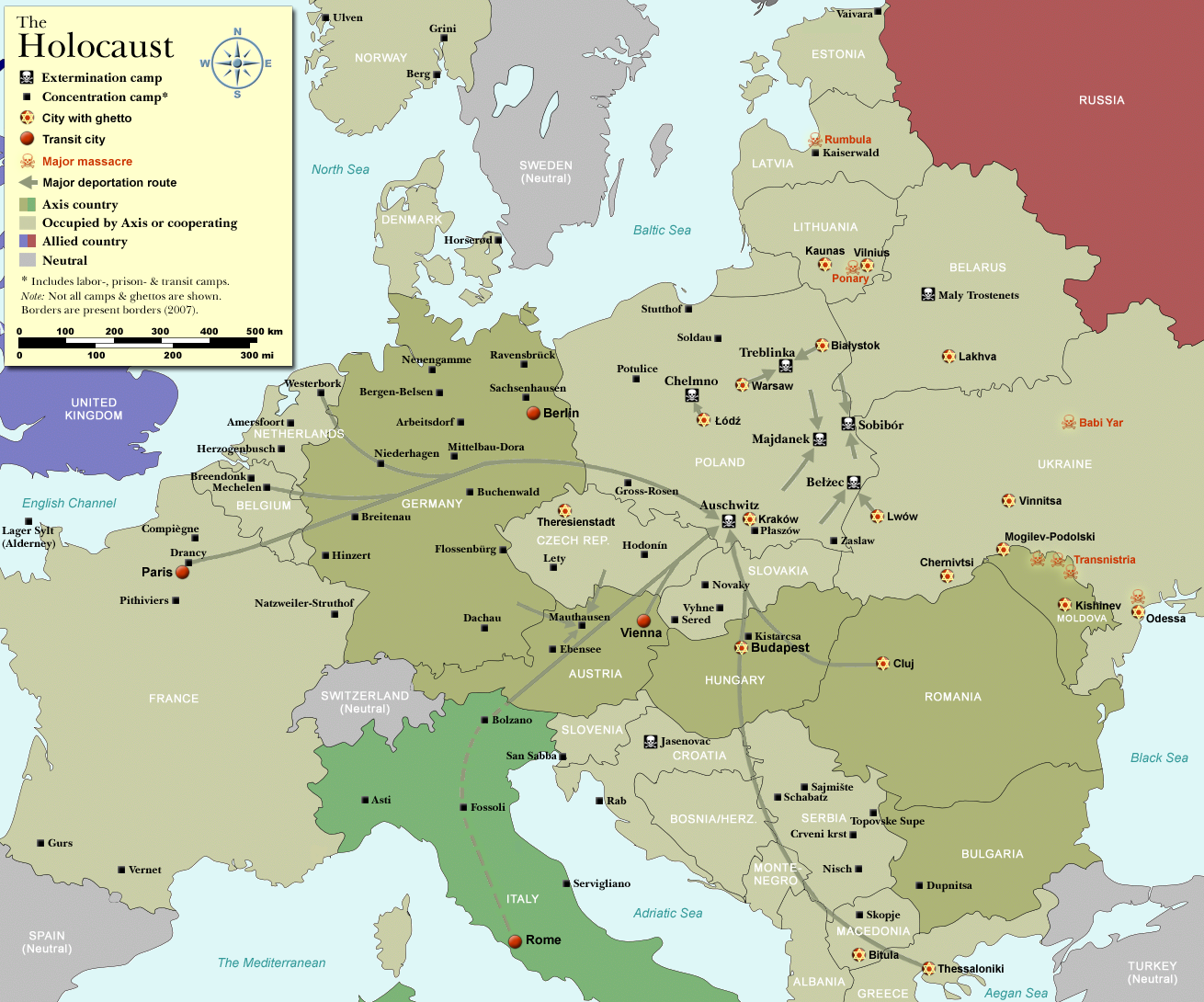
Голокост: гетто, концтабори та табори смерті під час Другої світової війни по всій окупованій Німеччиною Європі.

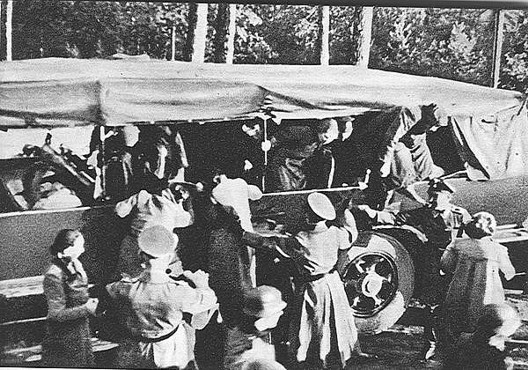
Польські заручники, які готуються до масового розстрілу нацистами, 1940 рік.

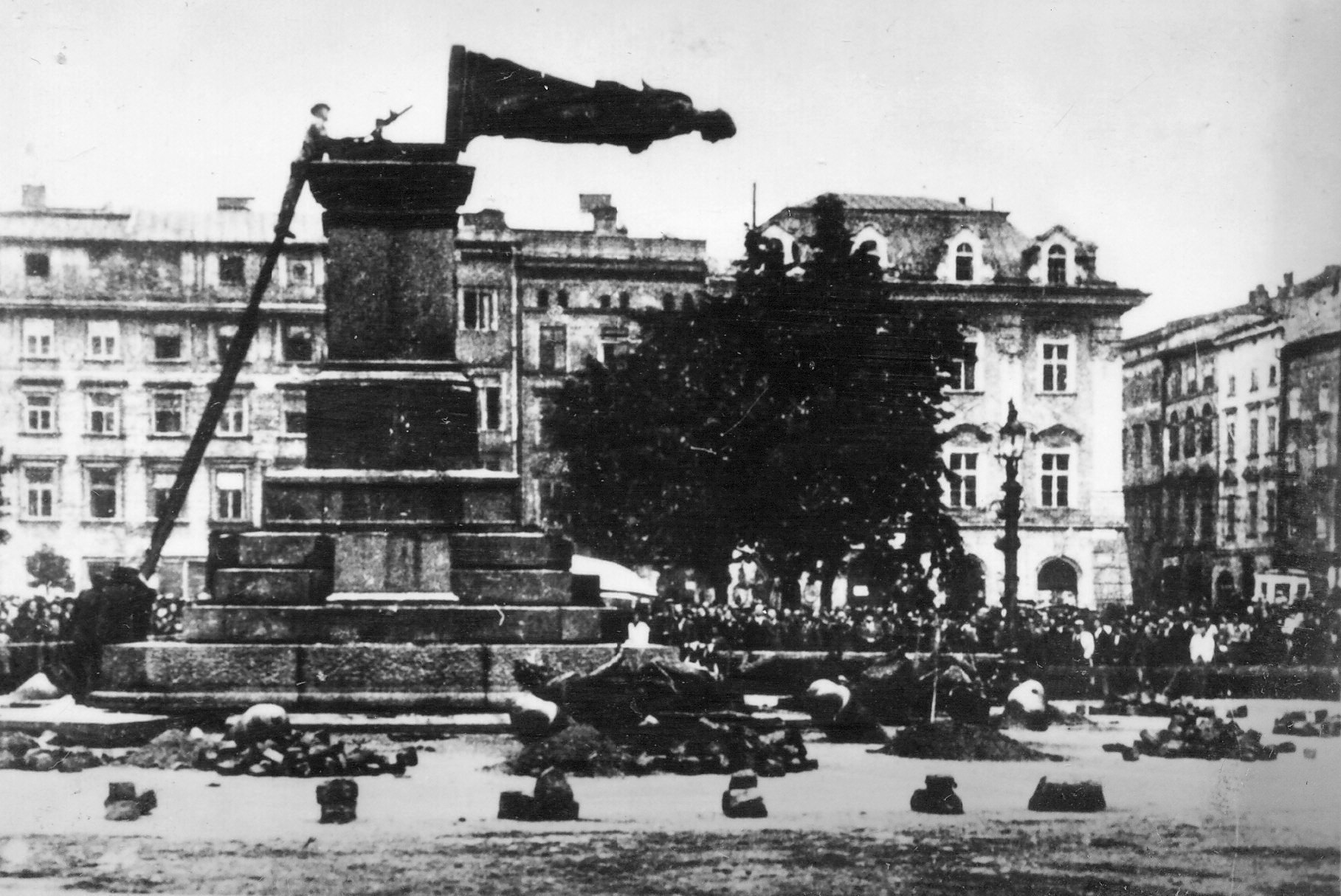
Руйнування пам'ятника Адаму Міцкевичу в Кракові, Польща, нацистськими військами 17 серпня 1940 року.

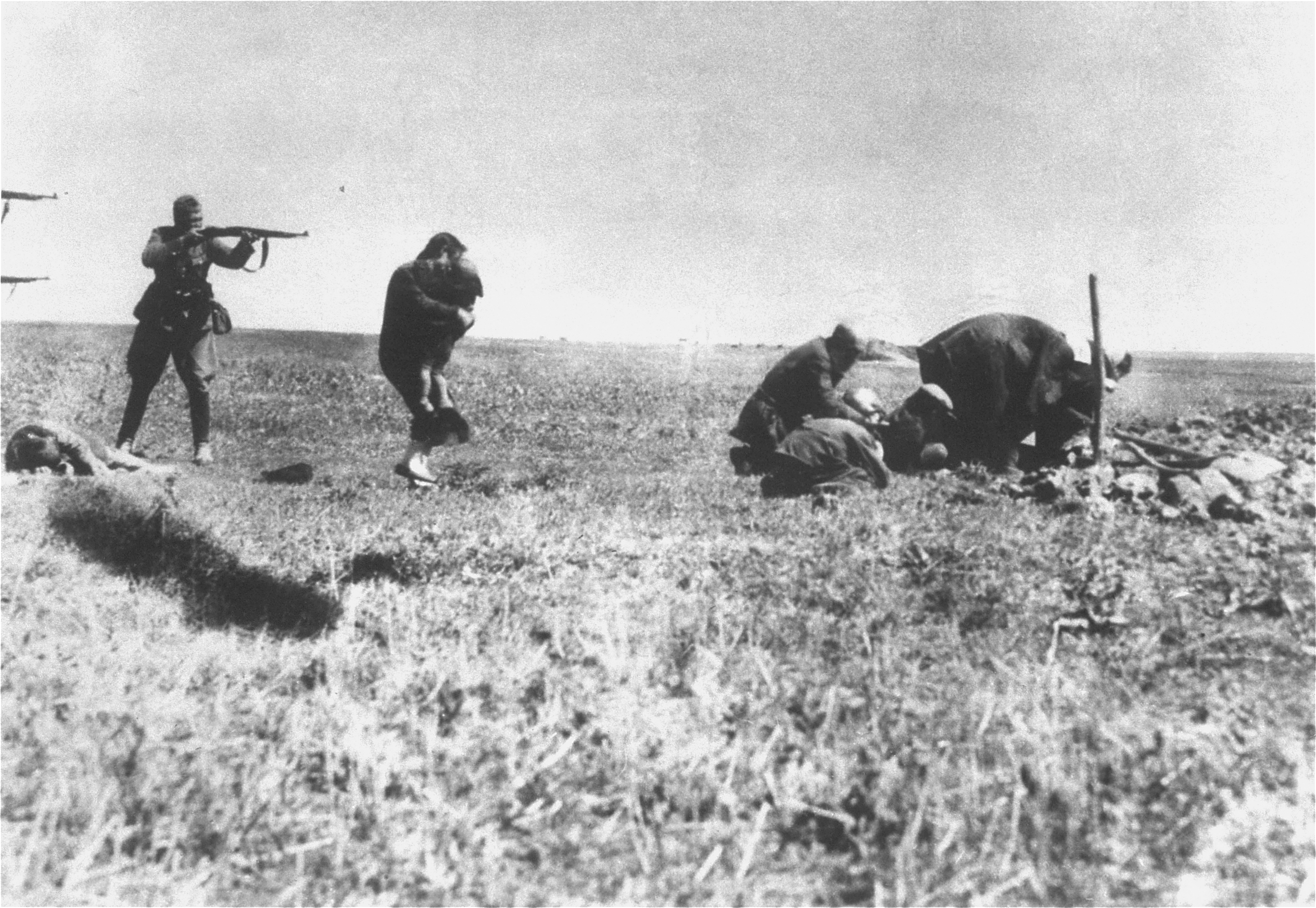
Фотографія Івангородських айнзатцгруп: вбивство цивільних євреїв мобільними загонами нацистської німецької армії (айнзацгрупами) поблизу Івангорода, Україна, 1942 рік.

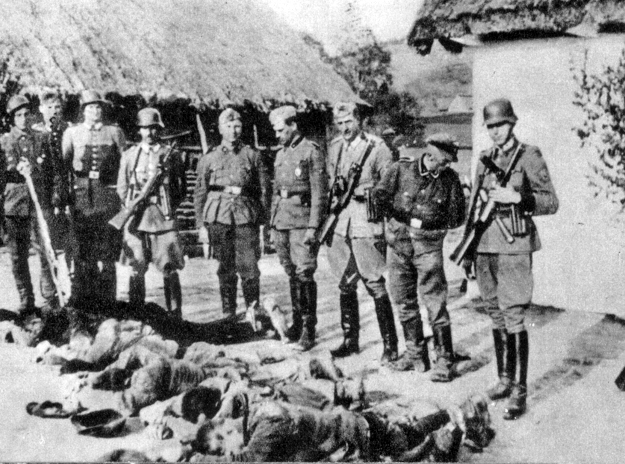
Польські селяни, вбиті нацистськими військами, окупована Німеччиною Польща, 1943 рік

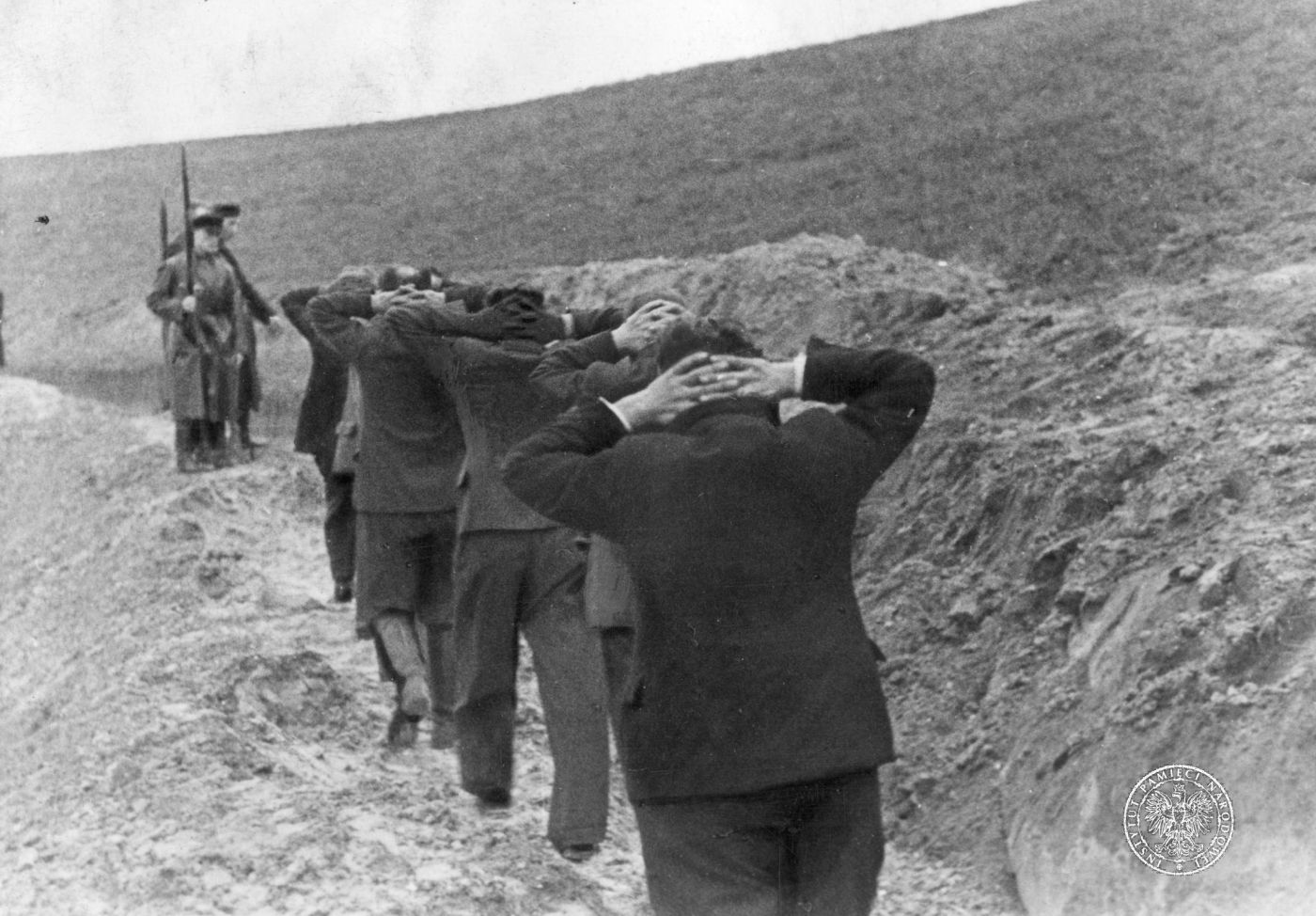
Польські вчителі з Бидгоща під охороною фольксдойчерів перед стратою, 1 листопада 1939 року.

- Радянські військовополонені Другої світової війни — щонайменше 3,3 мільйона радянських військовополонених загинули в німецьких ув'язненнях із 5,7 мільйона полонених; ця цифра відповідає 57 % втрат серед військовополонених.
- Le Paradis massacre, У травні 1940 року британські солдати Королівського Норфолкського полку були захоплені СС і згодом убиті. Фріца Кнехляйна судили, визнали винним і повісили.
- Wormhoudt massacre, Травень 1940 року, британські та французькі солдати, захоплені в полон СС і згодом вбиті. Ніхто не був визнаний винним у злочині.
- Lidice massacre після вбивства Рейнхарда Гейдріха у 1942 році, коли чеське село було повністю зруйноване, а його мешканці вбиті.
- Normandy Massacres, Різанина в абатстві Арденн, одна з масових убивств у Нормандії; червень 1944 р. Канадські солдати, захоплені в полон СС і вбиті 12-ю танковою дивізією СС «Гітлерюгенд». Генерал СС Курт Мейєр (Панцермаєр) засуджений до розстрілу 1946 року; вирок пом'якшено; звільнений 1954 року
- Graignes massacre, 11 червня 1944 року військовополонені США, які здалися в полон, були страчені німецькими військами шляхом розстрілу та заколювання.
- Malmedy massacre, У грудні 1944 року американські військовополонені, захоплені Кампфгрупою «Пайпер», були вбиті біля Мальмеді, Бельгія.
- Wereth massacre. 17 грудня 1944 року солдати 3./SS-PzAA1 LSSAH захопили одинадцять афроамериканських солдатів 333-го артилерійського батальйону в селі Верет, Бельгія. Згодом полонених катували, розстрілювали, їм відрізали пальці, зламали ноги, викололи очі, зламали щелепи, а принаймні одного з них застрелили, коли він намагався перев'язати рани товариша.
- Wahlhausen massacre, У грудні 1944 року американські військовослужбовці 28-ї піхотної дивізії, захоплені німецькими військами, були страчені без суду і слідства.
- Gardelegen (war crime)
- Oradour-sur-Glane massacre
- Злочини в Калавриті
- Необмежена підводна війна проти торговельного шахрайства.
- Навмисне руйнування головних середньовічних церков Новгорода, монастирів у Московській області (наприклад, Ново-Єрусалимського монастиря) та імператорських палаців навколо Санкт-Петербурга.
- Кампанія винищення слов'янського населення на окупованих територіях. Кілька тисяч сіл було спалено разом з усім населенням (наприклад, Хатинський розстріл у Білорусі). Чверть жителів Білорусі не пережили німецьку окупацію.
- Мило з людських трупів, виготовлене в невеликих масштабах німецьким вченим Рудольфом Шпаннером.
- Наказ «Коммандо» — секретний наказ, виданий Гітлером у жовтні 1942 року, в якому йшлося про те, що комбатанти союзників, захоплені під час операцій «Коммандо», підлягають негайному розстрілу без суду і слідства, навіть якщо вони були належним чином обмундировані, беззбройні або мали намір здатися.
- Наказ про комісарів — наказ Гітлера військам Вермахту перед вторгненням до Радянського Союзу в 1941 році розстрілювати комісарів одразу після захоплення в полон.
- Nacht und Nebel Указ 1941 року про зникнення в'язнів.

## Воєнні злочинці
- Список військовослужбовців Осі, звинувачених у воєнних злочинах
- Список нацистських лікарів
- Адольф Айхман
- Генріх Гросс
- Ганс Гайнзе
- Рудольф Гьосс
- Карл Ліннас
- Йозеф Менгеле
- Отмар фон Фершюр
- Альфред Тжебінський

## Масові вбивства та воєнні злочини часів Другої світової війни за місцезнаходженням

### Австрія
- Вбивство дітей- інвалідів Генріхом Гросом
- Рекомендації Ганса Аспергера щодо дітей-інвалідів в Евтаназії

### Білорусь

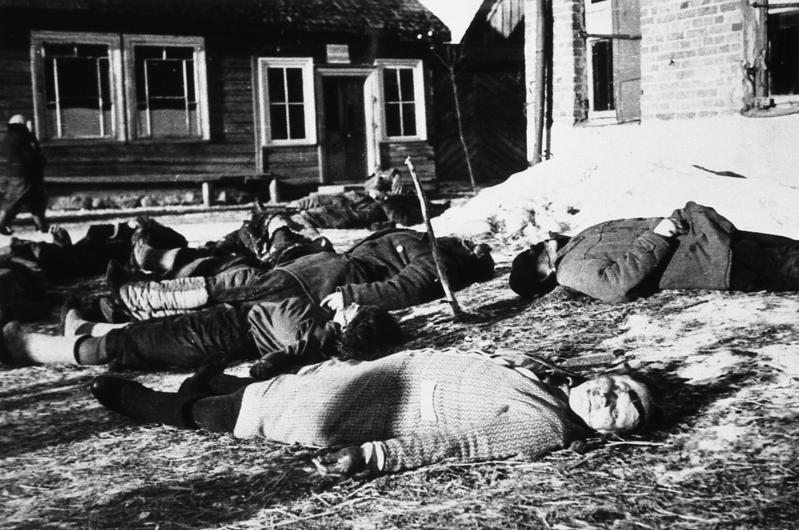
Масове вбивство радянських мирних жителів під Мінськом, 1943 рік

- Голокост у Білорусі
- Німецька окупація Білорусі під час Другої світової війни
- Операція Бамберг
- Операція Коттбус

1941
- 27 жовтня, Слуцьк, Слуцька справа (4 тис. чол., включно з жінками та дітьми)
- 28 вересня — 17 жовтня, Плещеніце-Бішолін-Шак (Шачак)-Бобр-Узда (Біла Русь) різанина (1126 дітей)

1942
- 26 березня — 6 квітня, операція «Бамберг» (Глуськ, Бобруйськ; 4396 осіб, включно з дітьми)
- 29 квітня і 10 серпня 1942 р. Дятлавський розстріл, Дятлово (Дятлава); 3000-5000 осіб, серед яких жінки та діти
- 9 — 12 травня, Клічівсько-Бобруйська різанина (520 осіб, включно з дітьми)
- Початок червня, Словодсько-Бобруйська різанина (1000 осіб, включаючи дітей)
- 15 червня різанина в Борках (Білостоцький повіт) (1741 особа, включно з дітьми)
- 1 червня Збишинська різанина (1076 осіб, включаючи дітей)
- 25 червня Тимковицька різанина (900 осіб, включаючи дітей)
- 26 червня різанина в Студенці (836 осіб, включно з дітьми)
- 18 липня Єльська різанина (1000 осіб, включаючи дітей)
- 15 липня — 7 серпня, операція «Адлер» (Бобруйськ, Могилів, Березина; 1381 особа, в тому числі діти)
- 14 — 20 серпня, операція «Грайф» (Орша, Вітебськ; 796 осіб, у тому числі діти)
- 22 серпня — 21 вересня, операція Sumpffieber (Біла Русь; 10 063 особи, включно з дітьми)
- Серпень, Березненська різанина
- 22 вересня — 26 вересня (Малорицька різанина; 4038 осіб, у тому числі діти)
- 23 вересня — 3 жовтня, операція «Бліц» (Полоцьк, Вітебськ; 567 осіб, включно з дітьми)
- 11 — 23 жовтня, операція «Карлсбад» (Орша, Вітебськ; 1051 особа, включно з дітьми)
- 23 — 29 листопада, операція «Нюрнберг» (Дубровка; 2974 особи, включно з дітьми)
- Грудень, Мирная різанина, Мирная (Мирная), Білорусь (be); 147 у тому числі жінок і дітей
- 10 — 21 грудня, операція «Гамбург» (Німан-Щара; 6172 людини, включно з дітьми)
- 22 — 29 грудня, операція «Альтона» (Слонім; 1032 особи, включно з дітьми)1943

- 6 — 14 січня, операція «Франц» (Гродсянка; 2025 осіб, у тому числі діти)
- 10 — 11 січня, операція «Петро» (Клічув, Колбча; 1400 осіб, включно з дітьми)
- 18 — 23 січня, різанина Слуцьк-Міньськ-Червень (825 осіб, включно з дітьми)
- 28 січня — 15 лютого операція Schneehase (Полоцьк, Росони, Краснопілля; 2283 особи, в тому числі діти); 54; 37
- До 28 січня операція «Ернтефест I» (Czerwień, Osipowicze; 1228 осіб, у тому числі діти)
- Яануар, операція Eisbär (між Брянськом і Дмитрієвим-Льговським)
- До 1 лютого операція «Вальдзима» (Сиротино-Труди; 1627 осіб, у тому числі діти)
- 8 — 26 лютого, операція Hornung (Ленін, Ганцевичі; 12 897 осіб, включно з дітьми)
- До 9 лютого операція «Ернтефест ІІ» (Слуцьк, Копил; 2325 осіб, включно з дітьми)
- 15 лютого — кінець березня, операція Winterzauber (Освея, кордон з Латвією; 3904 особи, включно з дітьми)
- 22 лютого — 8 березня, операція «Кугельбліц» (Полоцьк, Освея, Дрисса, Росони; 3780 осіб, включно з дітьми)
- До 19 березня операція «Ніксе» (Птич, Мікашевич, Піньськ; 400 осіб, у тому числі діти)
- До 21 березня операція «Фен» (Пінськ; 543 особи, включно з дітьми)
- 21 березня — 2 квітня, операція «Доннеркейль» (Полоцьк, Вітебськ; 542 особи, включно з дітьми)
- 22 березня, Хатинь, Хатинь; 149 осіб, серед них жінки та діти
- 1 — 9 травня, операція Draufgänger II (ліс Рудня та Маніли; 680 осіб, у тому числі діти)
- 17 — 21 травня, операція «Майгевіттер» (Витебськ, Сураж, Городок; 2441 чол., включно з дітьми)
- 20 травня — 23 червня, операція «Котбус» (Лепель, Бегомель, Ушач; 11 796 осіб, у тому числі діти)
- 27 травня — 10 червня, операція «Вайхсель» (трикутник Дніпро-Припіч, південно-західніше Гомеля; 4018 осіб, у тому числі діти)
- 13 — 16 червня, операція Ziethen (Rzeczyca; 160 осіб, у тому числі діти)
- 25 червня — 27 липня, операція «Зейдліц» (Овруч-Мозирж; 5106 осіб, включно з дітьми
- 30 липня, Мозирська різанина (501 особа, включно з дітьми)
- До 14 липня операція «Гюнтер» (Волошин, Лагойськ; 3993 особи, включно з дітьми)
- 13 липня — 11 серпня, операція «Германн» (Ів'є, Новогрудок, Волошин, Столпце; 4280 осіб, у тому числі діти)
- 24 вересня — 10 жовтня, операція «Фріц» (Глебоке; 509 осіб, включно з дітьми)
- 9 жовтня — 22 жовтня, Старий Бихов (1769 осіб, включно з дітьми)
- 1 листопада — 18 листопада, операція «Генріх» (Россони, Полоцьк, Ідриця; 5452 особи, включно з дітьми)
- Грудень, Спаське вбивство (628 осіб, включно з дітьми)
- Грудень, різанина в Білих (1453 особи, включаючи дітей)
- 20 грудня — 1 січня 1944 р., операція «Отто» (Освея; 1920 осіб, включно з дітьми)

1944
- 14 січня, бійня в Олі (1758 осіб, включно з дітьми)
- 22 січня, різанина в Байках (987 осіб, включаючи дітей)
- 3 — 15 лютого, операція Wolfsjagd (Глуськ, Бобруйськ; 467 осіб, у тому числі діти)
- 5 — 6 лютого, pl[en] (біля Бучача) різанина (126 осіб, включно з дітьми; див. pl: Zbrodnie w Baryszu)
- До 19 лютого операція Sumpfhahn (Глуськ, Бобруйськ; 538 осіб, у тому числі діти)
- Початок березня Березина-Бєльницька різанина (686 осіб, включно з дітьми)
- 7 — 17 квітня, операція «Ауерхан» (Бобруйськ; близько 1000 осіб, включаючи дітей)
- 17 квітня — 12 травня, операція Frühlingsfest (Полоцьк, Ушач; 7011 осіб, включно з дітьми)
- 25 травня — 17 червня, операція «Корморан»; (Вілейка, Борисів, Мінськ; 7697 осіб, включаючи дітей)
- 2 червня — 13 червня, операція Pfingsrose (Талка; 499 осіб, включно з дітьми)
- Червень, операція Pfingstausnlug (Сієнно; 653 людини, включно з дітьми)
- Червень, операція Windwirbel (Chidra; 560 осіб, включаючи дітей)

### Бельгія
1940
- 25 травня, Vinkt Massacre (Вінкт, Східна Фландрія; 86-140 осіб, включаючи дітей)

1944
- 18 серпня, Курсельська різанина (Курсель, провінція Ено; 20 осіб, у тому числі діти)
- Грудень, різанина в Мальмеді (Малмеді та околиці; щонайменше 373 американських військовополонених)
- 17 грудня, різанина на перехресті Боньє (Боньє (біля Мальмеді), провінція Льєж; 81 американський військовополонений)
- 17 грудня, Веретська різанина (Верет, провінція Льєж; 11 американських військовополонених)
- 24 грудня, Різанина в Банде [fr] (Банде, провінція Люксембург; 34 особи віком від 20 до 31 року)

### Хорватія
1943
- 30 листопада 1943 р., різанина в Іванці (73 вбитих)[10]

1944
- 26-30 березня 1944 р. Різанина сіл під Камешницею (1525 убитих, у тому числі діти)
- 30 квітня 1944 р., розправа в Липі (269 убитих, у тому числі 96 дітей)

### Чехословаччина
- Міжнародний день студентів

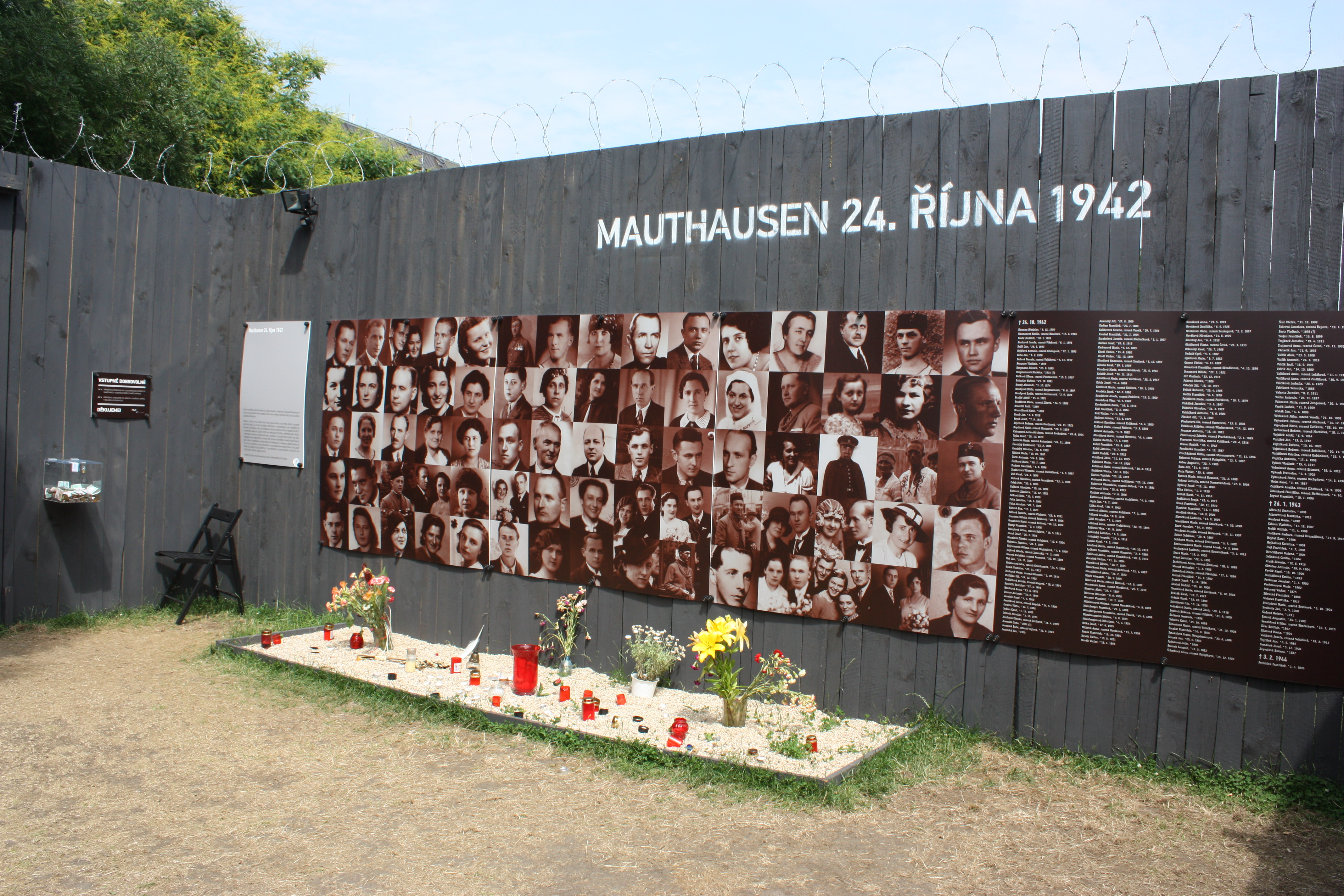
Родичі та помічники чеських борців опору Яна Кубіша та Йозефа Вальчика, масово розстріляних 24 жовтня 1942 р.

- Перший військовий стан (Перша Гейдрихіада в Празі)
- Перший військовий стан (Перша Гейдрихіада в Брно)
- Лідіцька різанина
- Лежацька різанина
- Ліквідація концтабору Терезієнштадт
- Транспорт смерті" в Брандисі над Орліці
- «Транспорт смерті» в м. Стод (Чехія)
- Яблункова різанина
- «Транспорт смерті» в Ниржанах
- Вбивство в Мікулівському глиняному кар'єрі
- Вбивство в Gästehaus
- Різанина в Площині
- Закржовська різанина
- Військовий суд у Медлянках
- Прловська різанина
- Салашська різанина
- Суха різанина
- Летовицька різанина
- Остання страта в Терезієнштадті
- Страта в Лазце
- Страта у форті XIII
- «Транспорт смерті» в Ольбрамовіце
- Підборжани-Каштице Марш смерті
- Яворжицька різанина
- Трагедія Брандиса
- Volary Марш смерті
- Різанина у Велких Мезіржичах
- Лесковицька різанина
- Різанина на вулиці Усобська
- Різанина в Псарах
- Ледницька різанина
- Колінська різанина
- Тршештська різанина
- Різанина у Велке Поповіце
- Лаховицька різанина
- Розправа на станції Масарик
- Різанина в Торговій Кам'яниці
- Малина трагедії
- Кобилиський тир, місце розстрілу переважно політв'язнів
- Розправа над тваринами
- Празьке повстання (1945) Включно з використанням цивільних осіб як живого щита, стратами без розгляду та масовими вбивствами
- Різанина в Трговій Кам'яниці

### Естонія
- Голокост в Естонії
- Вбивства дітей Карла Ліннаса

1941
- 2 листопада, масове вбивство дітей у синагозі Пярну (34 дитини)

1942
- 27 березня Вбивство дітей Плайнера (Голокост в Естонії; 3 дітей)

### Франція

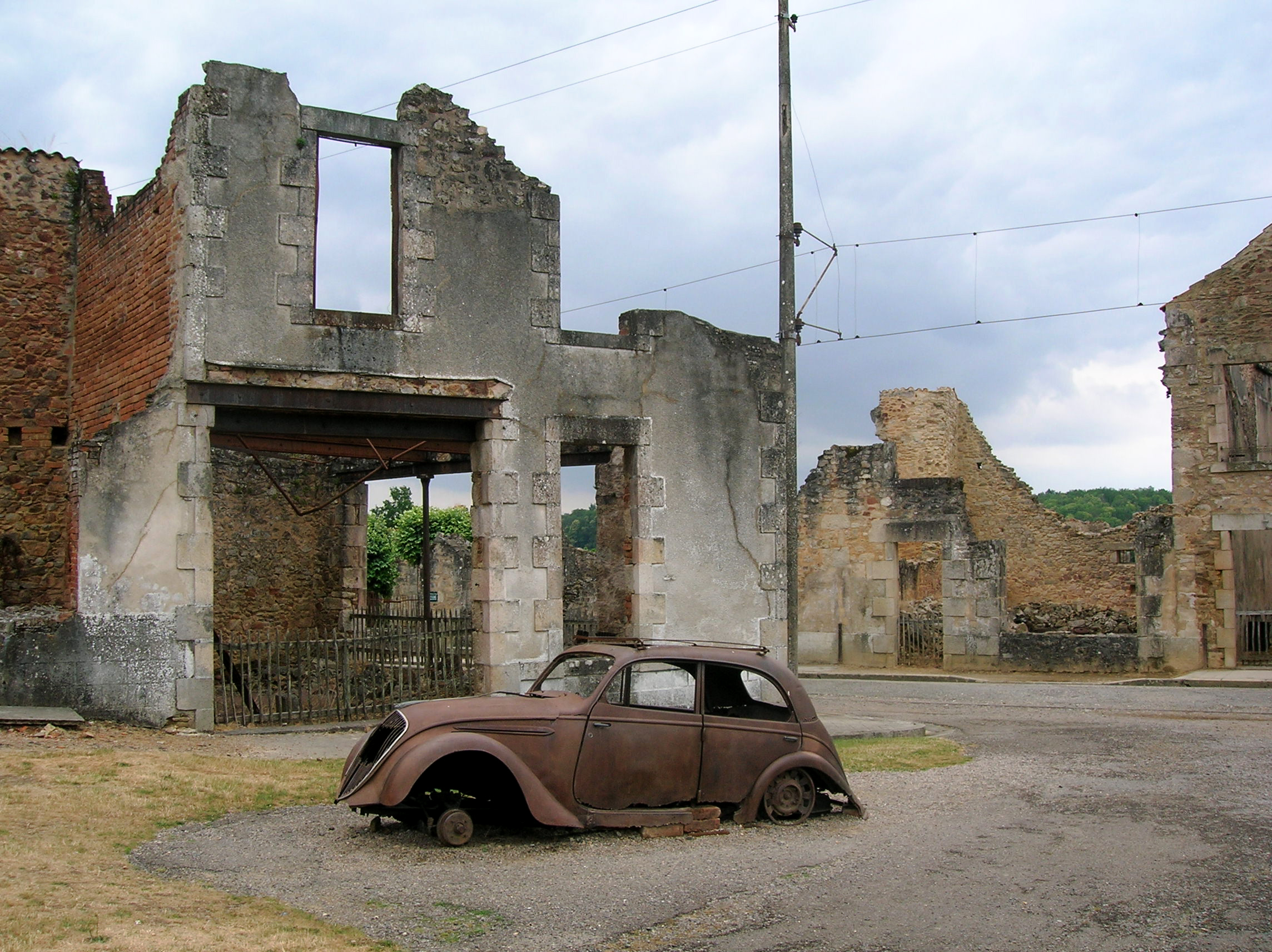
Згорілі машини та будівлі все ще засмічують залишки початкового села в Орадур-сюр-Глан, як залишила дивізія СС Das Reich

- Справа 27 мучеників 25 серпня 1945 року
- Різанина в Аск, квітень 1944 року
- Різанина британських і канадських військ в Арденнському абатстві Ваффен-СС
- Вбивства в таборі для інтернованих Дрансі
- Дортанська різанина
- Різанина в Дан-ле-Плас
- Перша бійня в Сен-Жульєні
- Різанина в Грейні (Graignes, 17 американських в'язнів було вбито.)
- Депортація дитячого будинку Ізєу до Освенцима, 6 квітня 1944 року
- Репресії Карла Хоца
- Різанина в Параді
- Різанина в Буа д'Ерен
- Різанина в Майлі
- Пенгерекська різанина
- Різанина в долині Сола
- Різанина в Сен-Жені-Лавалі
- Друга бійня в Сен-Жульєні
- Трагедія колодязів Геррі
- Різанина в Тюлі, 9 червня 1944 року
- Різанина в Орадур-сюр-Глан (642 чоловіки, жінки та діти) 10 червня 1944 р.
- Різанина у Вормхудті

### Німеччина
- Програма умертвіння Т-4

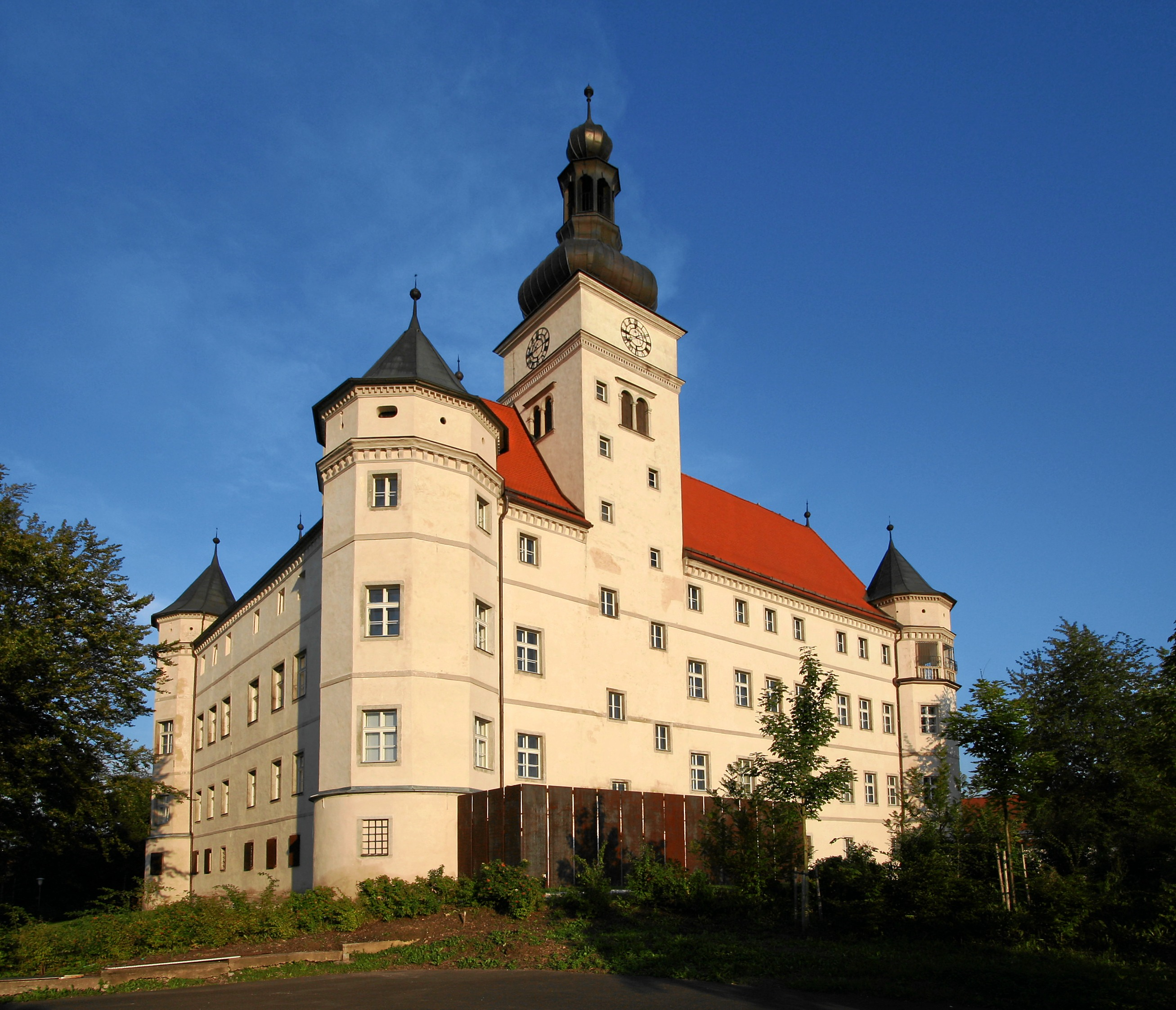
Центр евтаназії в Хартгаймі, де під час дії T4 було вбито понад 18 000 людей

- Вбивства дітей у клініці Хадамар (NS-Tötungsanstalt Hadamar) переважно Ірмгард Губер
- Вбивства дітей Ганса Гайнце
- Отмар фон Фершюр /Участь у нацистських експериментах над людьми

1945
- 8 квітня — різанина в Целле
- 13 квітня — Різанина в Гарделегені
- 20 квітня — вбивство 20 дітей Альфредом Тшебінським

### Греція

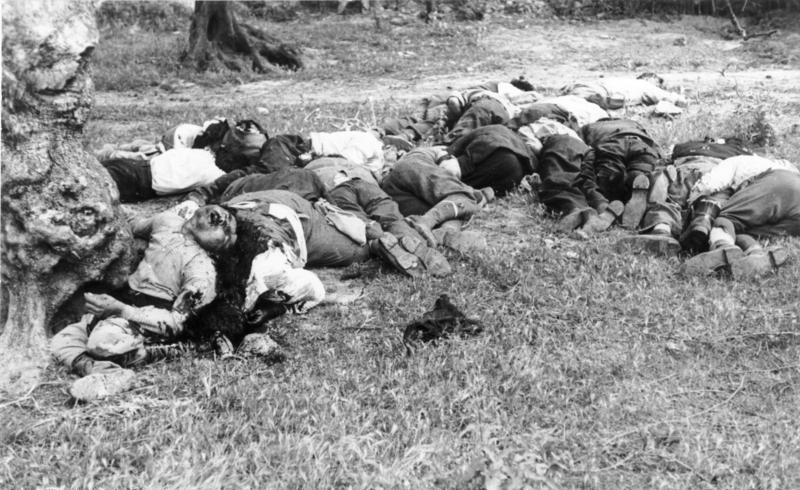
Різанина в Кондомарі в Греції, червень 1941 року

- Різанина в Клейсурі (Македонія, 270 жінок і дітей)
- Різанина в Кондомарі (Крит, 60 чоловіків, переважно старійшини)
- Різанина в Пікермі (Пікермі, 54 роки, включаючи жінок і дітей)
- Пиргойська (колишня Катраниця) різанина (Піргой, 346, включаючи жінок і дітей)
- Знищення Канданоса (Крит, 180, включаючи жінок і дітей)
- Голокост Віанноса (Крит, 500+, включаючи жінок і дітей)
- Різанина в Дістомо (Центральна Греція, 218, включаючи жінок і дітей)
- Різанина в Дракеї (Фессалія, 118 чоловік)
- Голокост у Кедросі (Крит, 164, включаючи жінок і дітей)
- Різанина в Коммено (Епір, 317 р., включаючи жінок і дітей)
- Різанина в Калавріті (Пелопоннес, 1200+, включаючи жінок і дітей)
- Пожежа на Kali Sykia (Кріт, 13 років, жінки)
- Лінгіадська різанина (Епір), 92, переважно немовлята, діти, жінки та люди похилого віку
- Різанина дивізії Акві (Кефалонія, 5000, італійські антифашистські війська)
- Різанина в Месовуно (Македонія, 268, включаючи жінок і дітей)
- Параміфійські страти (Епір, 201, у тому числі жінок і дітей)
- Різанина Хортіатіса (Македонія, 146, включаючи жінок і дітей)
- Страти Кайсаріані (Афіни, 200+, усі цивільні)
- Різанина Мусіотіци (Епір, 153, включаючи жінок і дітей)
- Страти Малатіроса (Малатірос, 61 рік, включаючи жінок і дітей)
- Страти Коккінії (Афіни, понад 300, усі цивільні, за підтримки батальйонів безпеки)
- Страти Каллікрата (Крит, 30, включаючи жінок і дітей)
- Страти Алікіана (Крит, 118, усі цивільні)
- Знищення Аногеї (Крит, невідомо, включаючи жінок і дітей)
- Скурвула (Крит, принаймні 36, усі цивільні)

Крім того, понад 90 сіл і містечок занесені до грецької мережі міст-мучеників. Під час потрійної німецької, італійської та болгарської окупації в Греції загинуло близько 800 000 людей (див. Втрати у Другій світовій війні).

### Італія

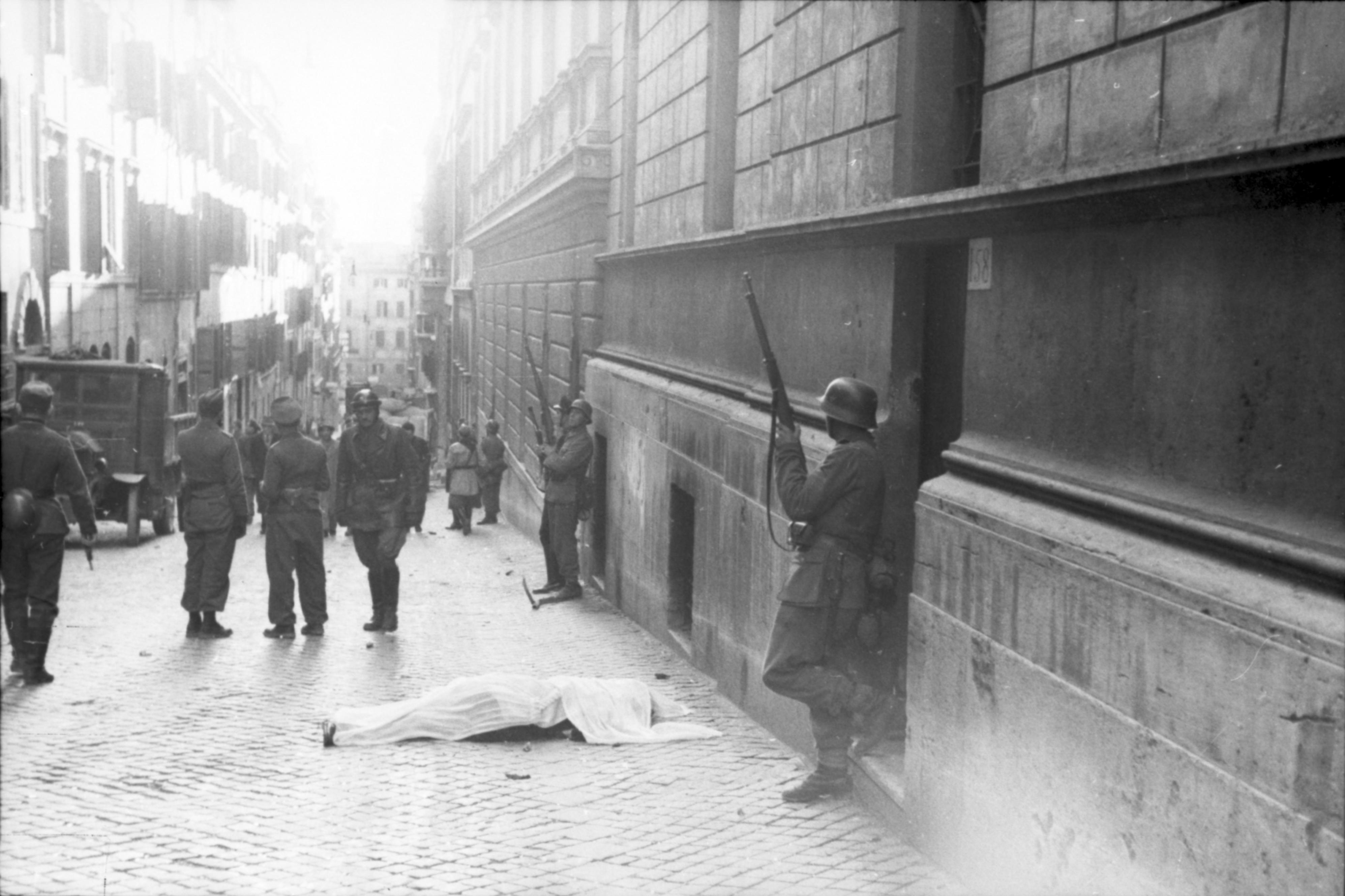
Тіло лежить на віа Раселла, Рим, під час облав на цивільних осіб італійськими колабораціоністськими солдатами та німецькими військами після партизанського бомбардування 13 березня 1944 року.

- Різанина в Кастільоне, 12–14 серпня 1943 року, Кастільоне-ді-Сицилія, 1-ша Фалширм-танкова дивізія Германа Герінга вбила 16 мирних жителів і поранила 20.
- Різанина в Бовесі, 8 вересня 1943 року, Бовес, масове вбивство 23 громадян (і ще 22 поранених) німецькою 1-ю танковою дивізією СС Лейбштандарт СС Адольфа Гітлера окупаційними військами під командуванням Йоахіма Пайпера
- Масові вбивства на озері Маджоре, вересень–жовтень 1943 р., озеро Маджоре, вбивство 56 переважно італійських євреїв 1-ю танковою дивізією СС, незважаючи на суворі німецькі накази не чинити насильства проти цивільного населення
- Різанина в Каяццо, 13 жовтня 1943 року, Каяццо, масове вбивство 22 мирних жителів окупаційними військами німецького 29-го танково-гренадерського полку під командуванням лейтенанта Річарда Гайнца Вольфганга Ленігк-Емдена
- Різанина в Ардеатині (Рим, Лаціо; 335 в'язнів страчено)
- Різанина в Гуардісталло (Гвардісталло, Тоскана; 46 цивільних осіб було вбито 29 червня 1944 року)[11]
- Різанина на площі Тассо, 17 липня 1944 року, Флоренція, 5 італійських мирних жителів, убитих фашистами та німецькою армією
- 12 серпня 1944 р. Різанина в Сант-Анна-ді-Стаццема (Sant'Anna di Stazzema, Тоскана; 560 осіб, включаючи дітей)
- Різанина в Сан-Теренцо-Монті (Фівіцано, Тоскана; 21 серпня 1944 року вбито 110 цивільних осіб і 52 політичних в'язнів)
- Різанина в Падуле ді Фучеккьо (Фучеккьо, Тоскана; 23 серпня 1944 р. загинуло 176 цивільних осіб)
- Різанина у Вінці (Фівцано, Тоскана; 24 серпня 1944 р. страчено від 160 до 178 цивільних осіб)
- Різанина в Чертоза-ді-Фарнета (Лукка, Тоскана; 60 цивільних осіб було вбито між 2 і 10 вересня 1944 р.)[12]
- 29 вересня — 5 жовтня 1944 р., різанина в Марцаботто (Марцаботто, Емілія-Романья; вбито від 770 до 1830 цивільних осіб)
- 29 червня 1944 р., різанина в Чівітелла-Корнія-Сан-Панкраціо (Абруццо; 203 людини, включаючи дітей)
- Різанина в Кунео (Кунео, П'ємонт; 189 мирних жителів і партизанів було вбито в двох окремих масових вбивствах)[13]
- Різанина в Каврілья-Кастельнуово деї Саббіоні (Тоскана; 4 липня 1944 р. загинуло 173 мирних жителя)
- Різанина у Фоссе-дель-Фрігідо (Масса, Тоскана; 146—149 в'язнів убито 10 вересня 1944 р.)[14]
- Різанина в П'єтрансьєрі (Роккаразо, Абруццо; 21 листопада 1943 р. загинуло 128 цивільних осіб)[15]
- Різанина в Стії (Стія, Тоскана; 122 цивільні особи були вбиті між 12 і 15 квітня 1944 р.)
- Масове вбивство у Валла (Фівіццано, Тоскана; 19 серпня 1944 р. загинуло 103 мирних жителя)
- Різанина в Серра-ді-Ронкідозо (Гаджо-Монтано, Емілія-Романья; понад 100 цивільних осіб було вбито 28–29 вересня 1944 р.)Троє чоловіків страчені через публічне повішення на вулиці Ріміні, 1944 рік

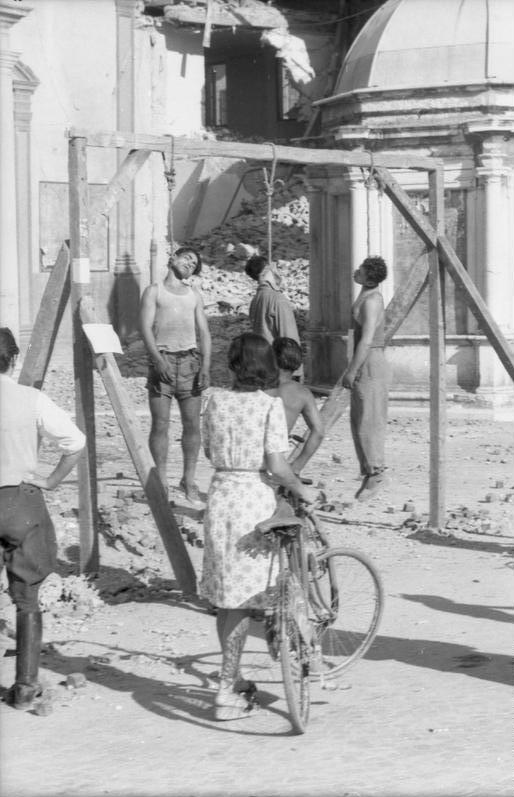
Троє чоловіків страчені через публічне повішення на вулиці Ріміні, 1944 рік

- Різанина у Вергерето (Вергерето, Емілія-Романья; 96 цивільних осіб було вбито між 22 і 25 липня 1944 р.)
- Різанина у Монкіо, Сузано та Костріньяно (Палагано, Емілія-Романья; 18 березня 1944 року було вбито від 79 до 136 цивільних осіб)
- Різанина в Леонессе та Кумулаті (Леонесса, Лаціо; 51 цивільний був убитий між 2 і 7 квітня 1944 р.)
- Різанина в Куміані (Куміана, П'ємонт; 3 квітня 1944 року вбито 51 цивільного)
- Різанина у Таволічі (Вергерето, Емілія-Романья; 22 липня 1944 р. загинуло 64 мирних жителя)
- Різанина у Форно (Масса, Тоскана; 13 червня 1944 року загинуло 72 мирних жителя)
- Різанина в Губбіо (Губбіо, Умбрія; 40 цивільних осіб страчено 22 червня 1944 р.)
- Різанина у Вальдіні (Фівцано, Тоскана; 52 заручники страчені в серпні 1944 р.)
- Масове вбивство в Казальї (Марцаботто, Емілія-Романья; 29 вересня 1944 р. загинуло 42 мирних жителя)
- Масове вбивство Мадонни дель Альберто в Каррарі (Каррара, Тоскана; 16 вересня 1944 року загинуло 72 цивільних)
- Різанина в Мадонна-дель-Альберо (Равенна, Емілія-Романья; 27 листопада 1944 року загинуло 56 цивільних осіб)
- Різанина в Ла-Романьї (Моліна-ді-Куоза, Сан-Джуліано-Терме, Тоскана; 11 серпня 1944 року загинуло 75 цивільних осіб)
- Масове вбивство в Сан-Поло-ді-Ареццо (Ареццо, Тоскана; 14 липня 1944 року загинуло 65 цивільних осіб)
- Різанина в Массачукколі-Массарозі (Массачукколі, Массароза, Тоскана; 41 цивільне населення було вбито між 2 і 5 вересня 1944 р.)
- Різанина у Фоссолі-Карпі (Карпі, Емілія-Романья; 12 липня 1944 року загинуло 67 цивільних осіб)
- Різанина на перевалі Турчіно (Фонтанафредда, Лігурія; 59 цивільних осіб страчено 19 травня 1944 р.)
- Масове вбивство в Педескалі (Вальдастіко, Венето; 82 цивільні особи були вбиті між 30 квітня і 2 травня 1945 р.)

### Латвія
- Голокост в Латвії

1941
- 30 листопада та 8 грудня, різанина в Румбулі (25 000 осіб, включаючи дітей)[16]

### Литва

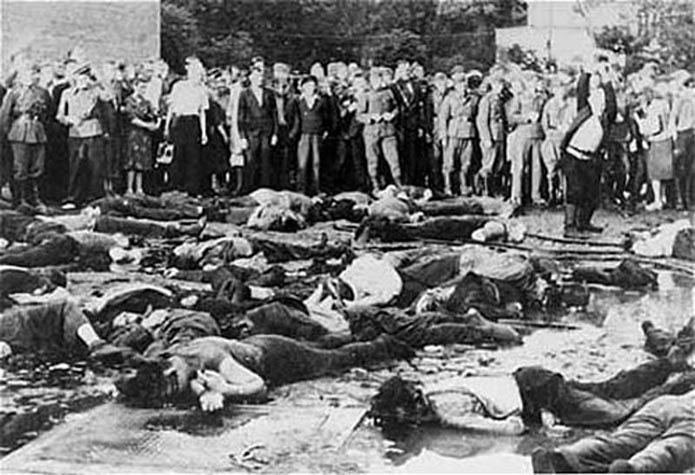
Антиєврейський погром у Каунасі, під час якого в останні дні червня 1941 року були вбиті тисячі євреїв

- Голокост у Литві

1941
- 13 липня — 21 серпня Даугавпілська різанина, здійснена Айнзацкомандою 3 (9585 осіб, включаючи дітей)[17]
- Липень–серпень 1944 р., Різанина в Понарах (близько 100 000 осіб, включаючи дітей)
- 18 серпня — 22 серпня, різанина у Крейсі Расайняй (1020 дітей)
- 19 серпня, бійня в Укмерге (88 дітей)
- Літо-осінь-зима, Повне вбивство корінного єврейського населення в Естонії (900 осіб, у тому числі 101 дитина)
- 1 вересня, різанина в Маріямполі (1404 дітей)
- 2 вересня, Віленська різанина (817 дітей)
- 4 вересня, бійня в Чекішках (60 дітей)
- 4 вересня, різанина Середжюса (126 дітей)
- 4 вересня, різанина у Веліуоні (86 дітей)
- 4 вересня, бійня в Запишках (13 дітей)
- 6 вересня — 8 вересня, Расейняйська різанина (415 дітей)
- 6 вересня — 8 вересня, бійня в Юрборку (412 осіб, включаючи дітей)
- 29 жовтня, Каунаська різанина (4273 дітей)
- 25 листопада, Кауен-F.IX різанина (175 дітей)

### Нідерланди
1940
- 14 травня, вибух у Роттердамі (майже 1000 людей загинули, 85 000 залишилися без даху над головою).

1944
- 1 жовтня, рейд Путтена (552 смертей)
- 5 листопада, різанина в ратуші Хойсдена (134 людини, включаючи 74 дітей)

### Норвегія
- Спроба депортації дітей з Єврейського дитячого будинку в Осло

### Польща
- Голокост у Польщі
- Бомбардування Велюня
- Борівська різанина (103 дитини)

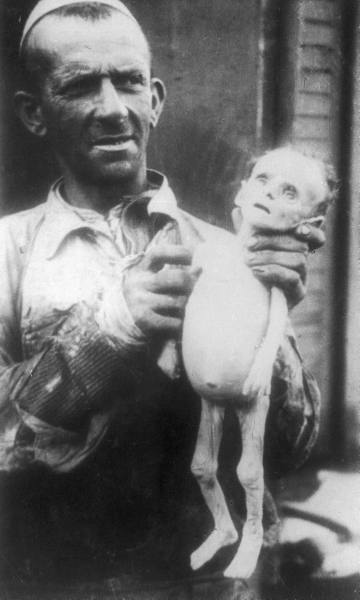
Чоловік показує труп голодного немовляти у Варшавському гетто, 1941 рік

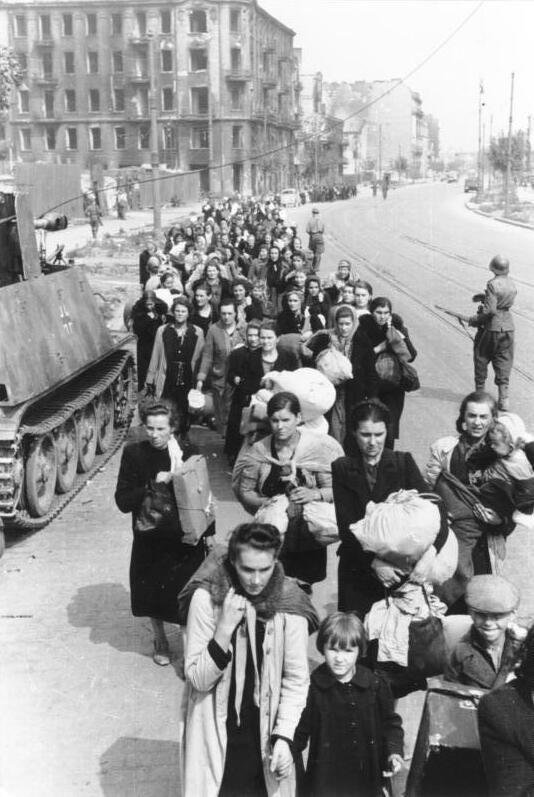
Колона польських цивільних, яку вели німецькі війська вулицею Вольською на початку серпня 1944 року.

- Вигнання поляків нацистською Німеччиною
- АБ-акція
- Олександрів, Білгорайський повіт
- Босько
- Гілде
- Клецько
- Ричивул
- Сенниця
- Трагедія в Гуті Пеняцькій
- Розвідка Помор'я
- Погром у Єдвабному
- Лісовий цвинтар Єзерко
- Викрадення польських дітей нацистською Німеччиною
- Різанина в Красово-Ченстках (83 дитини)
- Львівський погром (1941)
- Волинська Трагедія
- Міхнівська різанина (48 дітей)
- Вбивства дітей Йозефа Менгеле
- Операції пацифікації в окупованій Німеччиною Польщі
- Планове знищення Варшави
- Понарська різанина
- Операція Танненберг
- Щецинська різанина (71 дитина)
- Долина смерті (Бидгощ)

1942

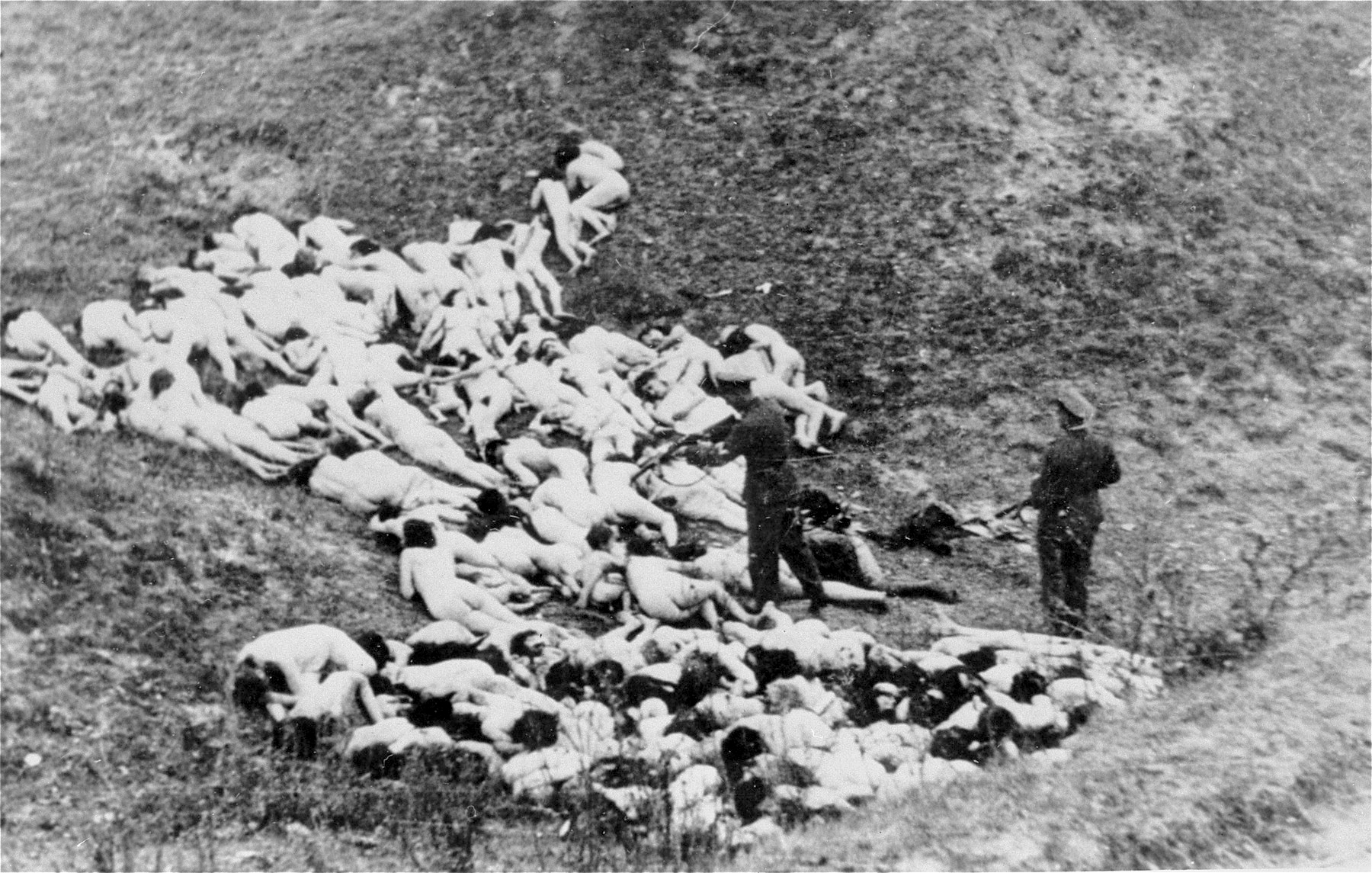
Німецька поліція розстрілює жінок і дітей із Мізоцького гетто, 14 жовтня 1942 року

- 2 липня, вбивство дітей Лідіце в таборі смерті Кульмгоф (82 дитини)

1943
- 12 березня, вбивство Чеслави Квоки в KZ Аушвіц-Біркенау (1 дитина)
- 23 травня, бійня на кладовищі в Кельце (45 дітей)
- 3 серпня, Щурова (93 особи, включно з дітьми)
- 29 вересня, Різанина в Островках (246 дітей)
- 29 вересня, Воля-Островецька різанина (220 дітей)

1944

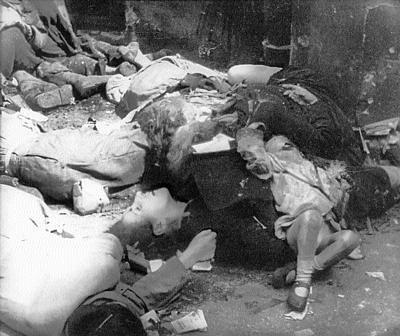
Кінокадри, зняті польським підпіллям, на яких показано тіла жінок і дітей, убитих військами СС у Варшаві, серпень 1944 року.

- 28 лютого, різанина в Гуті Пеняцькій
- 28 — 29 лютого, Коросцятинська різанина (бл. 150 осіб, включно з дітьми)
- 2 червня, вбивство дітей Єкусіеля Єгуди Гальберстама (9 дітей)
- 4–25 серпня, різанина в Охоті (бл. 10 000 осіб, включаючи дітей)
- 5 — 8 серпня, різанина на Волі (від 40 000[18] до 100 000 осіб,[19] включаючи дітей)

### Росія
- Голокост у Росії
- Наказ комісара

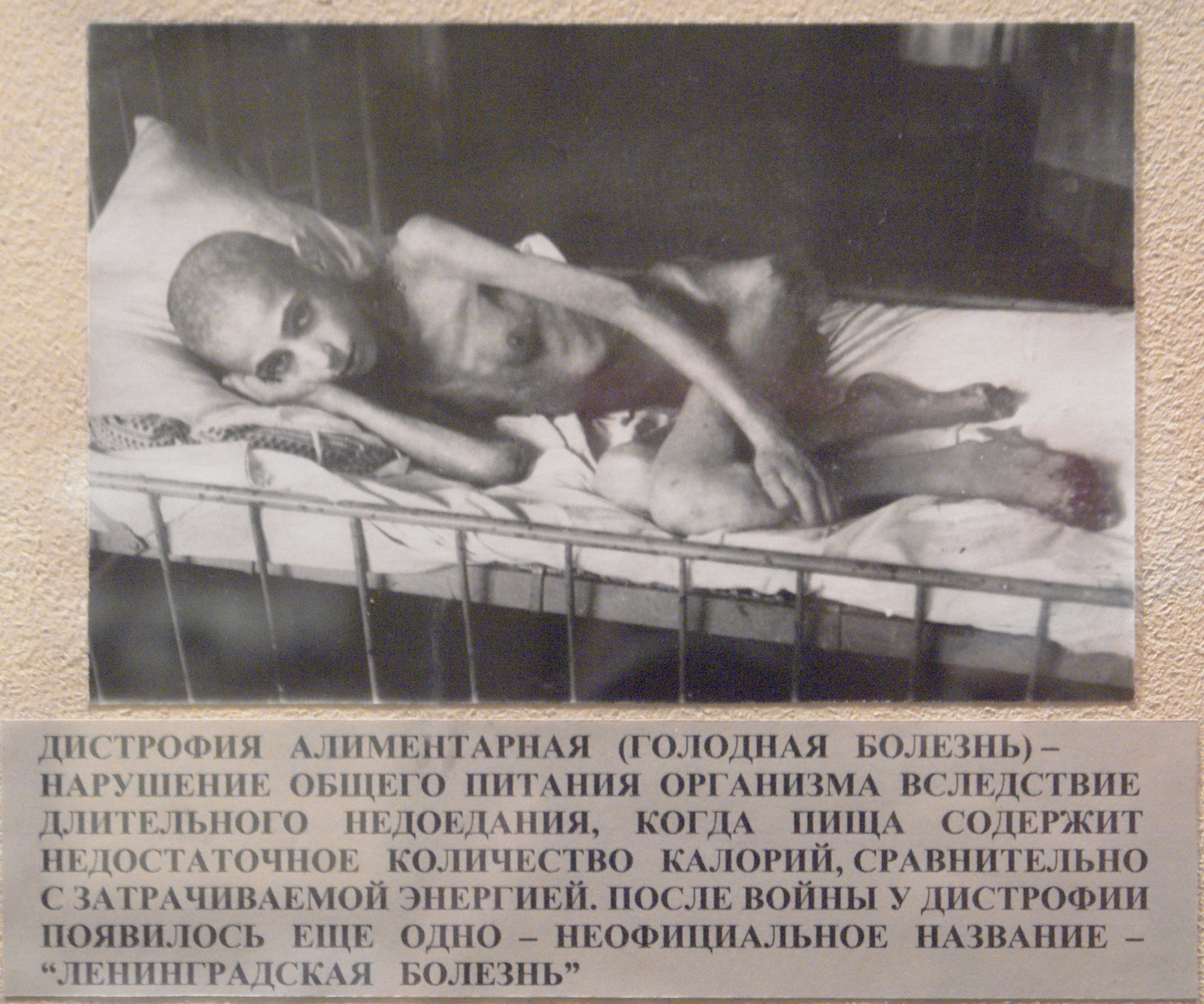
Жертва голодної смерті в блокадному Ленінграді в 1941 році

- Друга світова війна Німецькі військові злочини в Радянському Союзі
- Німецькі військові злочини під час битви під Москвою

### Сербія
1941
- 20–21 жовтня Крагуєвацька різанина (вбито 2778—2794 цивільних осіб, у тому числі 217 дітей)
- 15-20 жовтня різанина в Кралево (вбито 2000 мирних жителів)

### Словенія
1942
- 22 липня різанина у в'язниці в Цельє (Цельє, вбито 100 мирних жителів)
- 2 жовтня різанина у в'язниці в Маріборі (Марібор, убито 143 цивільних)

1945
- 12 лютого Франколовський злочин (Франколово, вбито 100 мирних жителів)

### Україна
- Голокост в Україні
- Бабин Яр
  - Вшанування жертв Бабиного Яру
- Дробицький Яр
- Львівський погром (1941)
- Волинська трагедія

1941
- Червень, Чеховська різанина (6 дітей)
- 27–28 серпня Кам'янець-Подільський розстріл; 23600 осіб (включаючи жінок і дітей)
- 5 вересня Паволочська різанина; 1500 осіб (включаючи жінок і дітей)
- 16–30 вересня Миколаївська різанина; 35 782 особи (включаючи жінок і дітей)
- 29 — 30 вересня Бабин Яр (33 771 особа, в тому числі діти: Список жертв Бабиного Яру)
- 5 жовтня, Бердичівська різанина, 20 000–38 536 осіб (включаючи жінок і дітей)
- 22–24 жовтня 1941 р. Одеська різанина, 125—134 тис. осіб (включаючи жінок і дітей)
- 15 грудня, Дробицький Яр, 16 тис. осіб (з них жінки та діти)

1943
- 1 — 2 березня 1943 р., Корюківський розстріл
- 19 березня 1943 р. Озерянський розстріл (267 осіб).
- Друга половина березня, Харківська різанина після Третьої битви під Харковом (2500 осіб).
- 29 вересня, Воля-Островецька різанина (220 дітей)
- 10 грудня, розстріл у Тарасівці; 400 осіб (включно з жінками та дітьми)

1944
- 28 лютого, різанина в Гуті Пеняцькій
- 28 — 29 лютого, Коросцятинська різанина (бл. 150 осіб, включно з дітьми)